# Cenlle
Cenlle ist eine spanische Gemeinde (Concello) mit 1.076 Einwohnern (Stand: 2024) in der Provinz Ourense der Autonomen Gemeinschaft Galicien.

## Geografie
Cenlle liegt im Westen der Provinz Ourense und ca. 35 Kilometer westsüdwestlich der Provinzhauptstadt Ourense in einer durchschnittlichen Höhe von ca. 115 m. Der Río Miño begrenzt die Gemeinde im Südosten. Durch die Gemeinde führt die Autovía A-52.

## Bevölkerungsentwicklung der Gemeinde
Quelle: INE-Archiv – grafische Aufarbeitung für Wikipedia

## Gemeindegliederung
Die Gemeinde Cenlle ist in zehn Parroquias gegliedert:
| Parroquias           | Patrozinium   | Einwohner 2024 | Fläche km² | Dichte Einw./km² | Höhe msnm | Ortskennzahl |
| -------------------- | ------------- | -------------- | ---------- | ---------------- | --------- | ------------ |
| A Barca de Barbantes | Santo Antonio | 124            | 1,30       | 95               | 93        | 32025100000  |
| Cenlle               | Santa María   | 245            | 3,92       | 63               | 406       | 32025010000  |
| Esposende            | Santa Mariña  | 48             | 1,76       | 27               | 167       | 32025020000  |
| Laias                | Santa Baia    | 177            | 3,59       | 49               | 127       | 32025030000  |
| Osmo                 | San Miguel    | 47             | 3,20       | 15               | 317       | 32025040000  |
| A Pena               | San Lourenzo  | 102            | 3,99       | 26               | 355       | 32025050000  |
| Razamonde            | Santa María   | 129            | 4,12       | 31               | 118       | 32025060000  |
| Sadurnín             | San Xoán      | 73             | 2,32       | 31               | 295       | 32025070000  |
| Trasariz             | Santiago      | 75             | 2,37       | 32               | 117       | 32025080000  |
| Vilar de Rei         | San Miguel    | 67             | 2,46       | 27               | 356       | 32025090000  |

## Wirtschaft
| Ackerbau, Viehzucht und Fischerei                                                  | 023 | 06,48  |
| Industrie                                                                          | 063 | 017,75 |
| Bauwirtschaft                                                                      | 021 | 05,92  |
| Dienstleistungsbetriebe                                                            | 248 | 069,86 |
| Total                                                                              | 355 | 100,00 |
| * Daten aus dem Statistischen Amt für Wirtschaftliche Entwicklung in Galicien, IGE |     |        |

## Sehenswürdigkeiten
- Antoniuskirche in Barca de Barbantes
- Marienkirche in Cenlle
- Marinenkirche in Esposende
- Kirche Santa Baia in Laias
- Michaeliskirche in Osmo
- Laurentiuskirche in La Pena
- Marienkirche in Razamonde
- Johanniskirche in Sadurnín
- Jakobuskirche in Trasariz
- Michaeliskirche in Villar de Rey

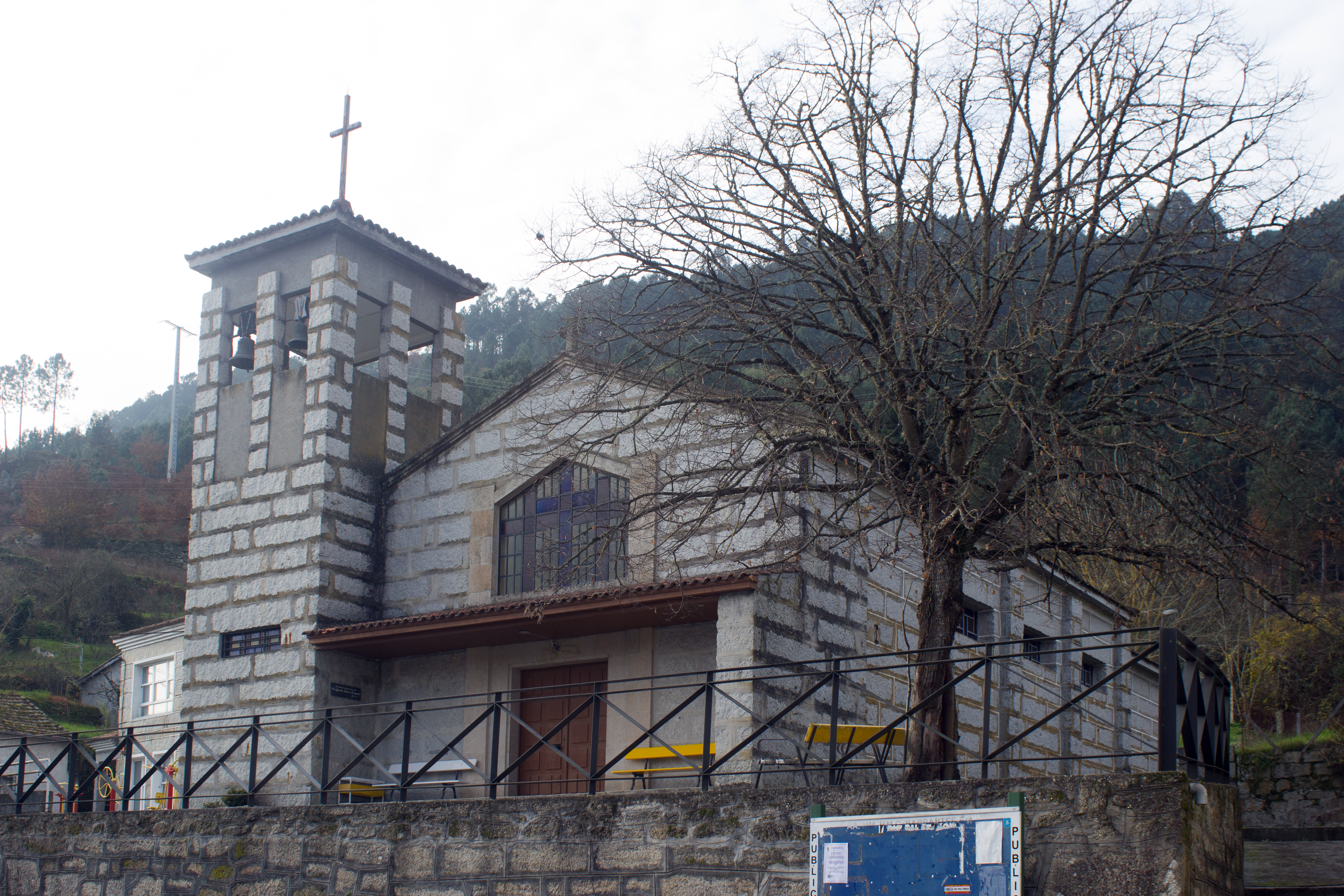
Antoniuskirche
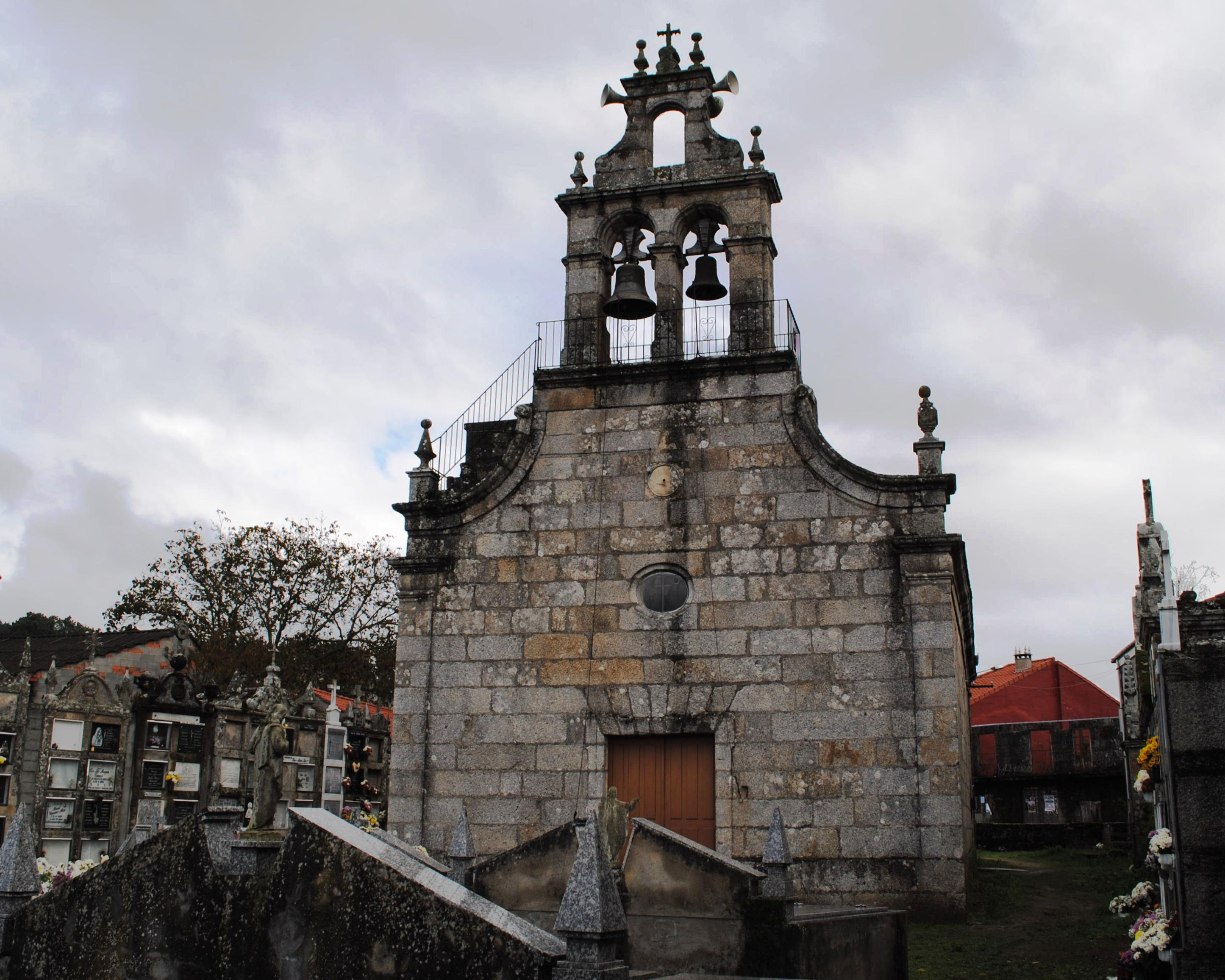
Marienkirche von Cenlle
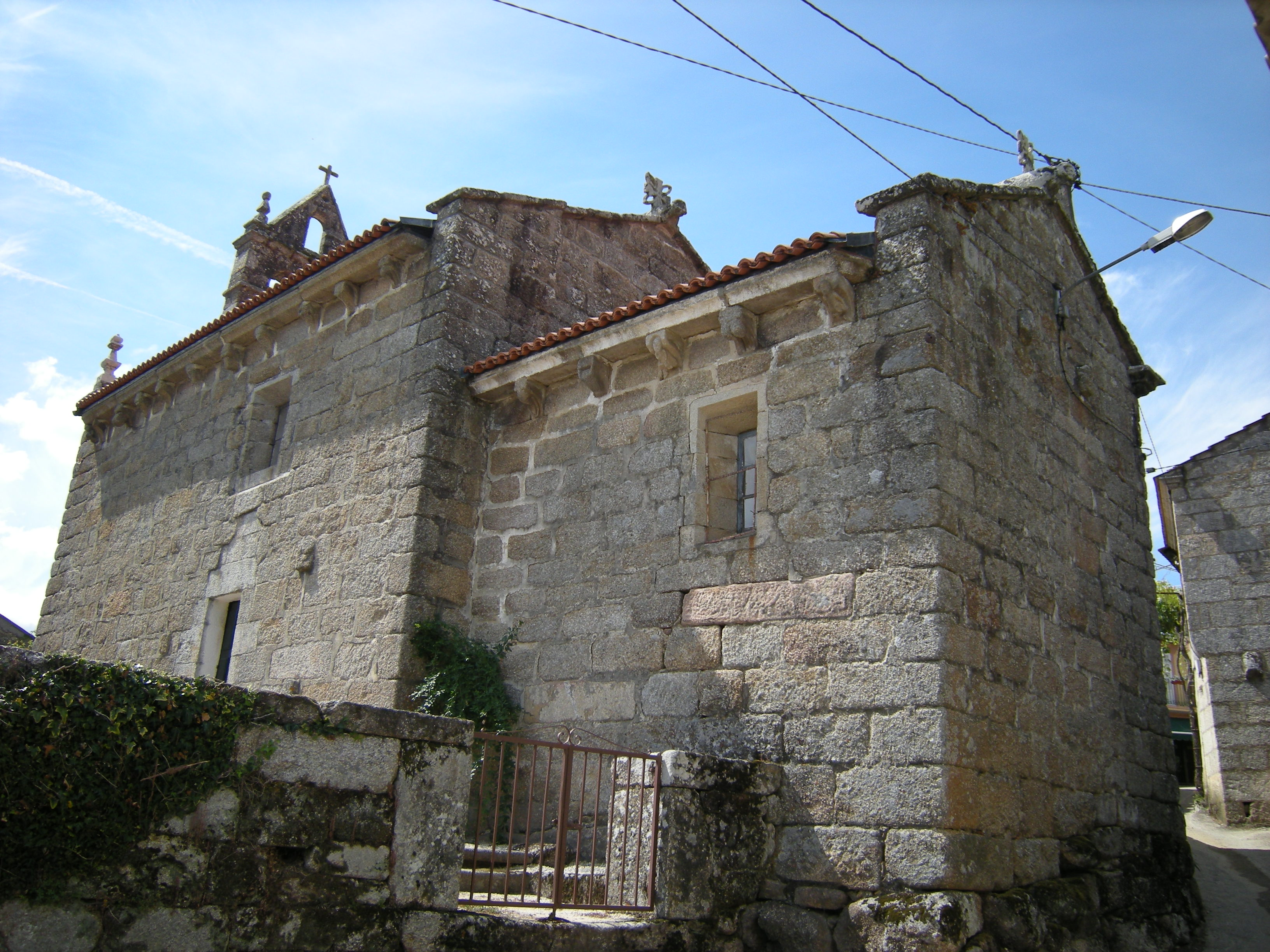
Marinenkirche
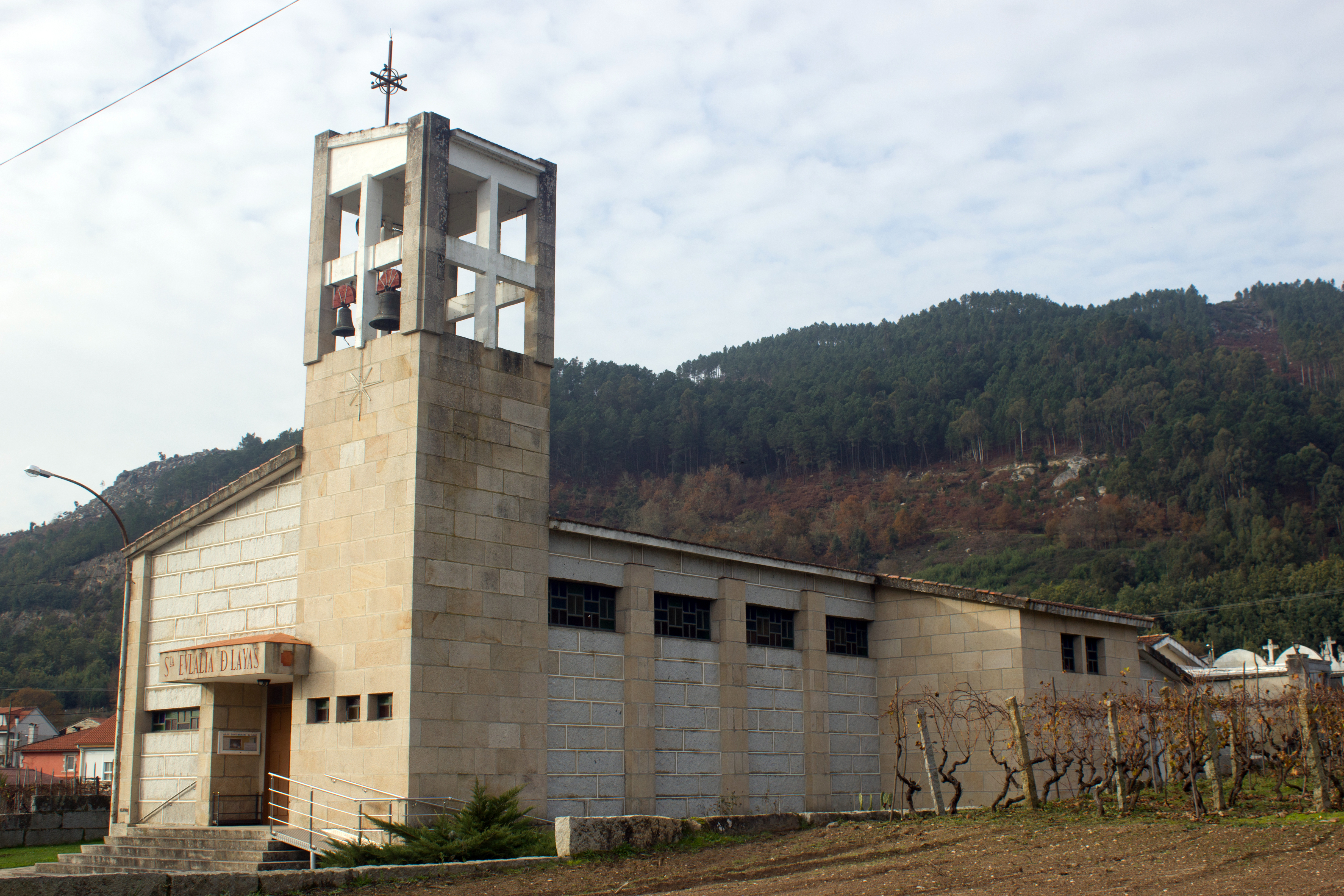
Kirche Santa Baia
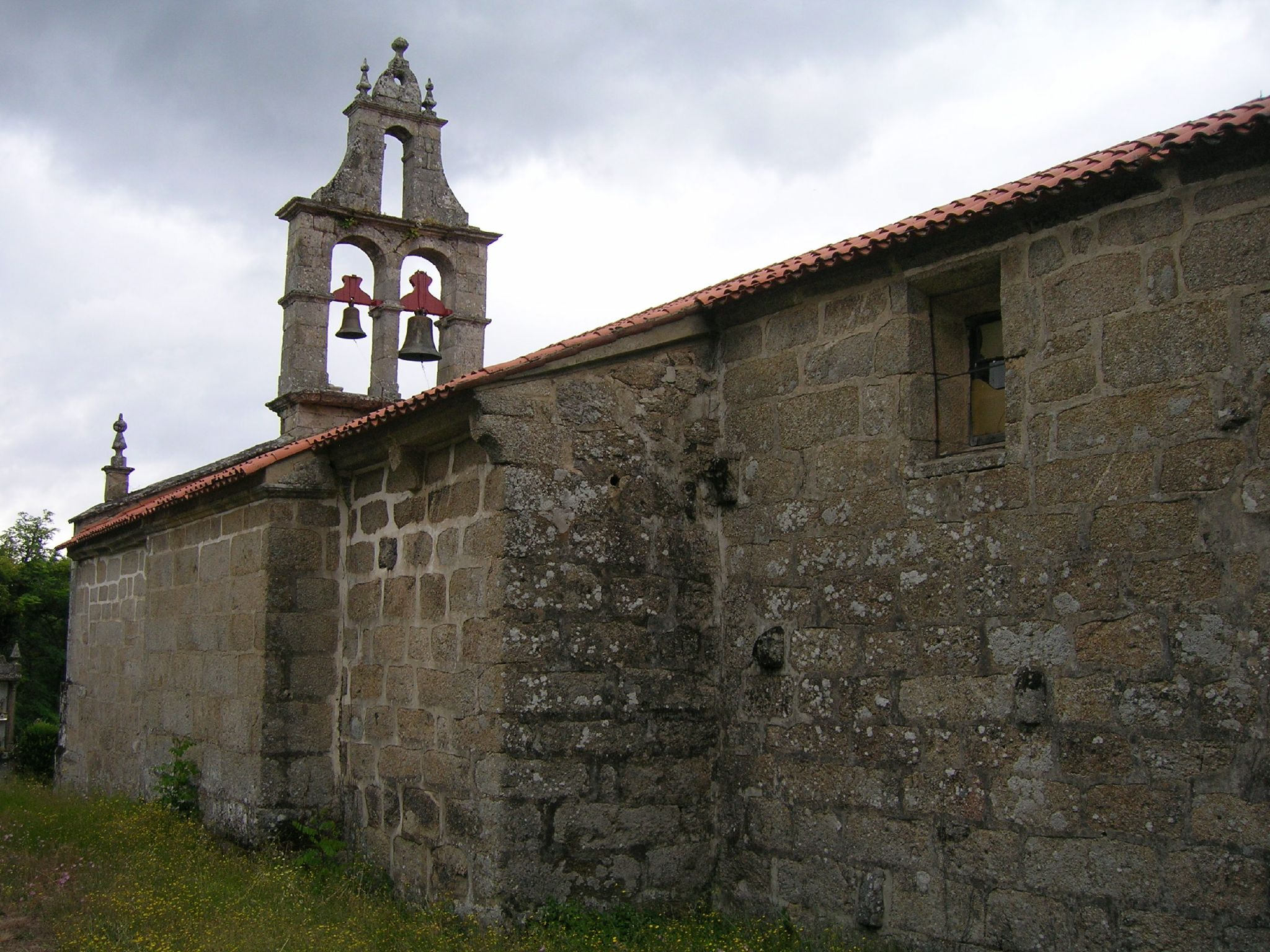
Michaeliskirche in Osmo
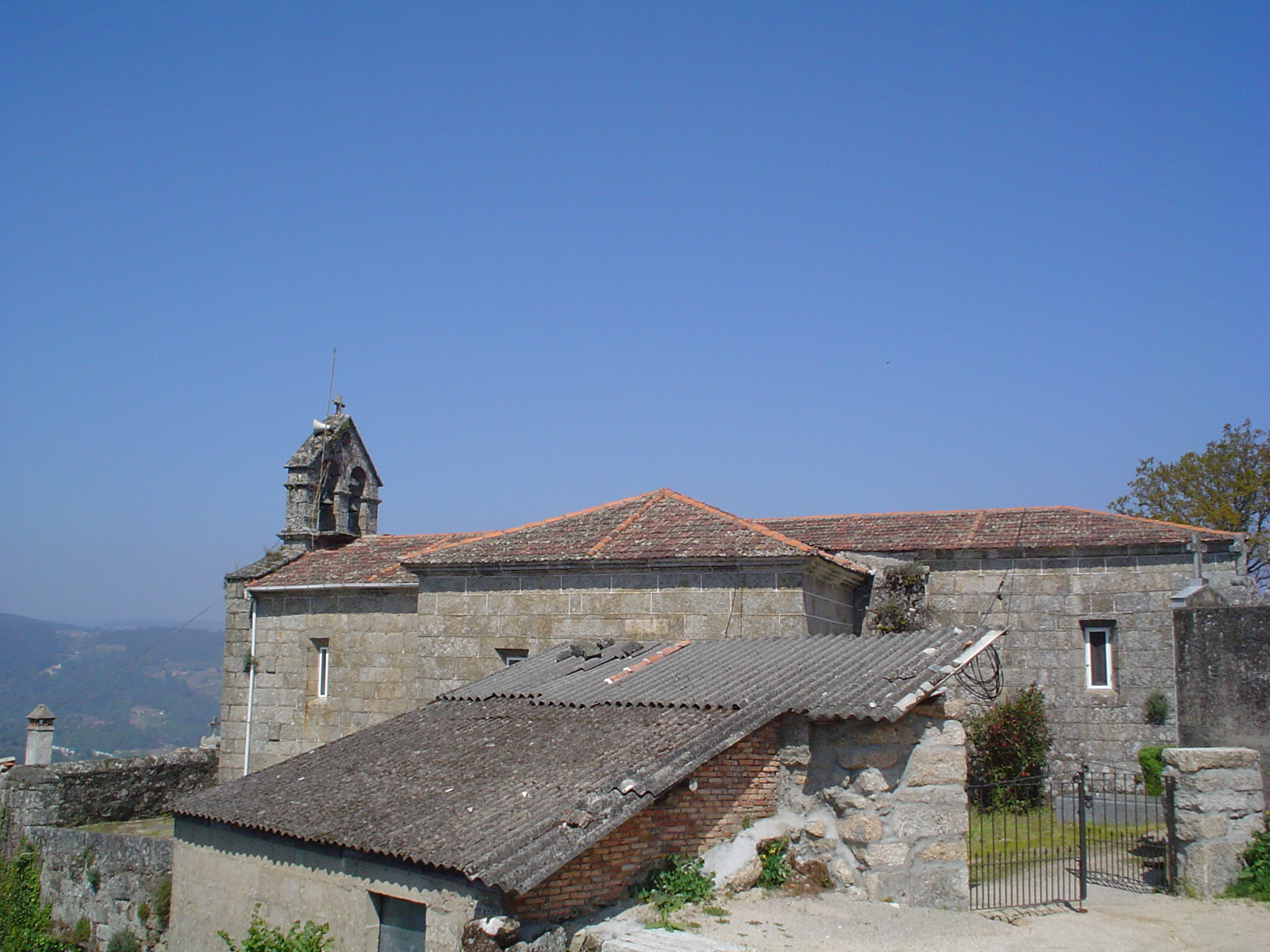
Laurentiuskirche
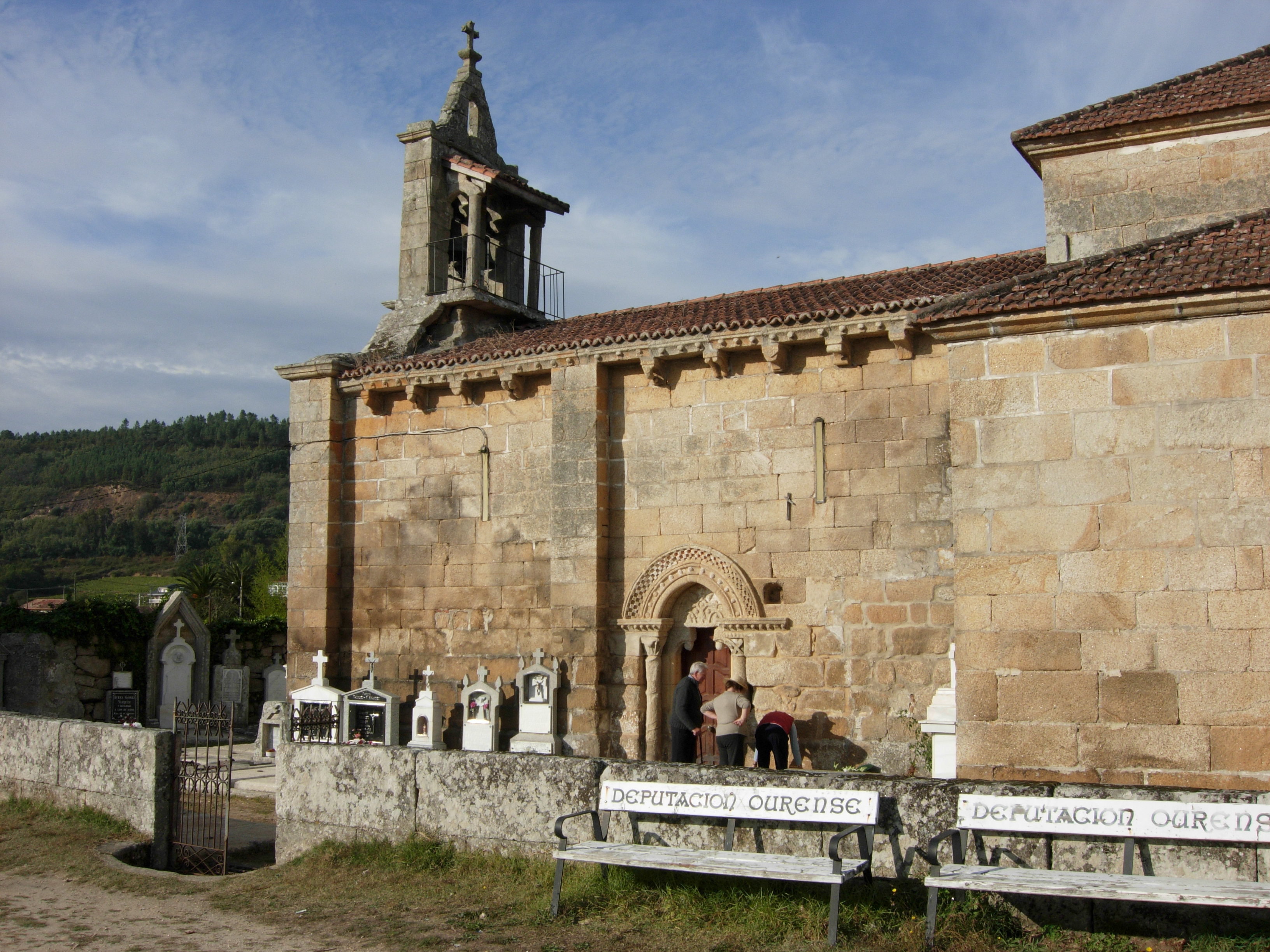
Marienkirche in Razamonde
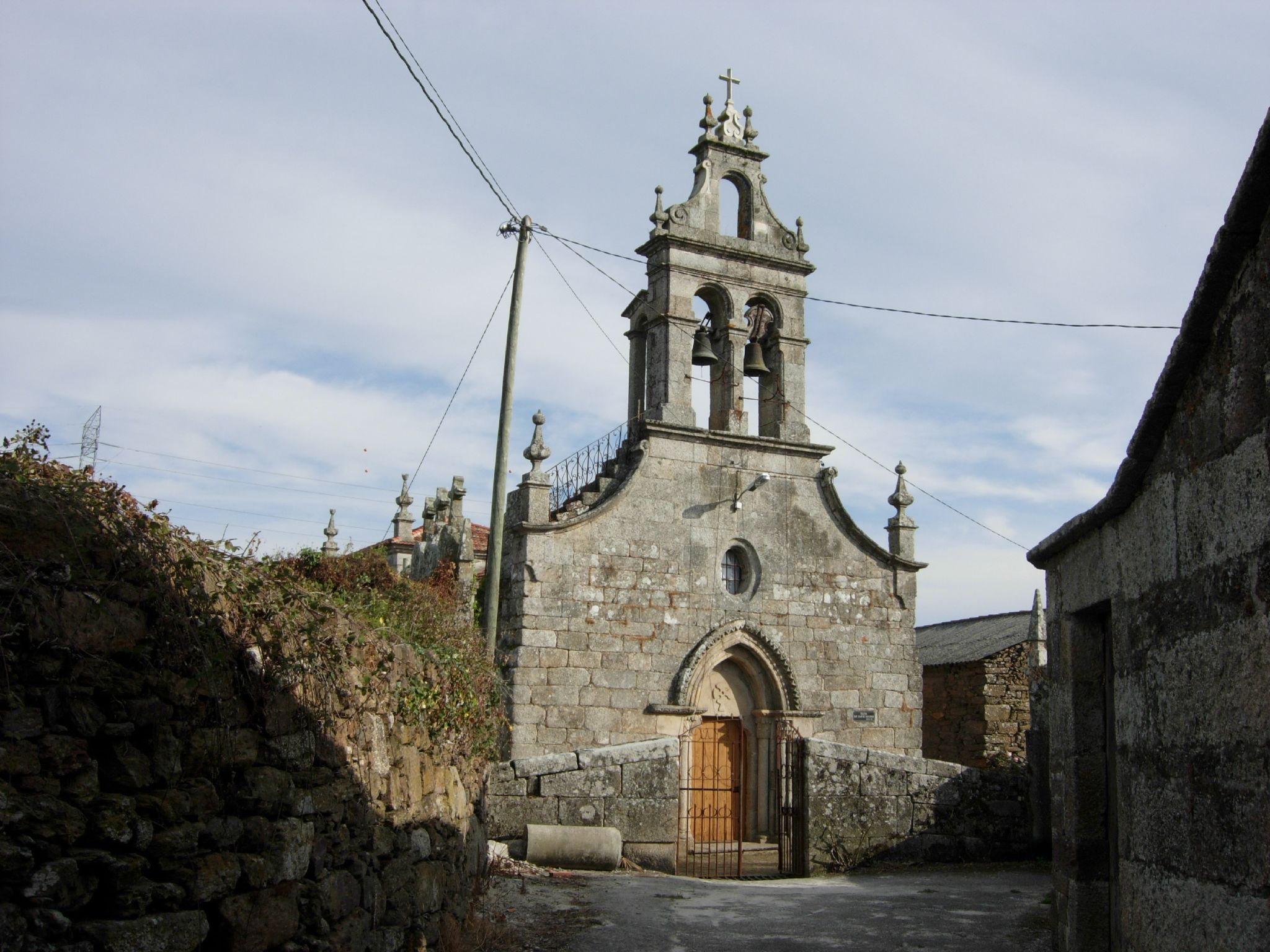
Johanniskirche in Sadurnín
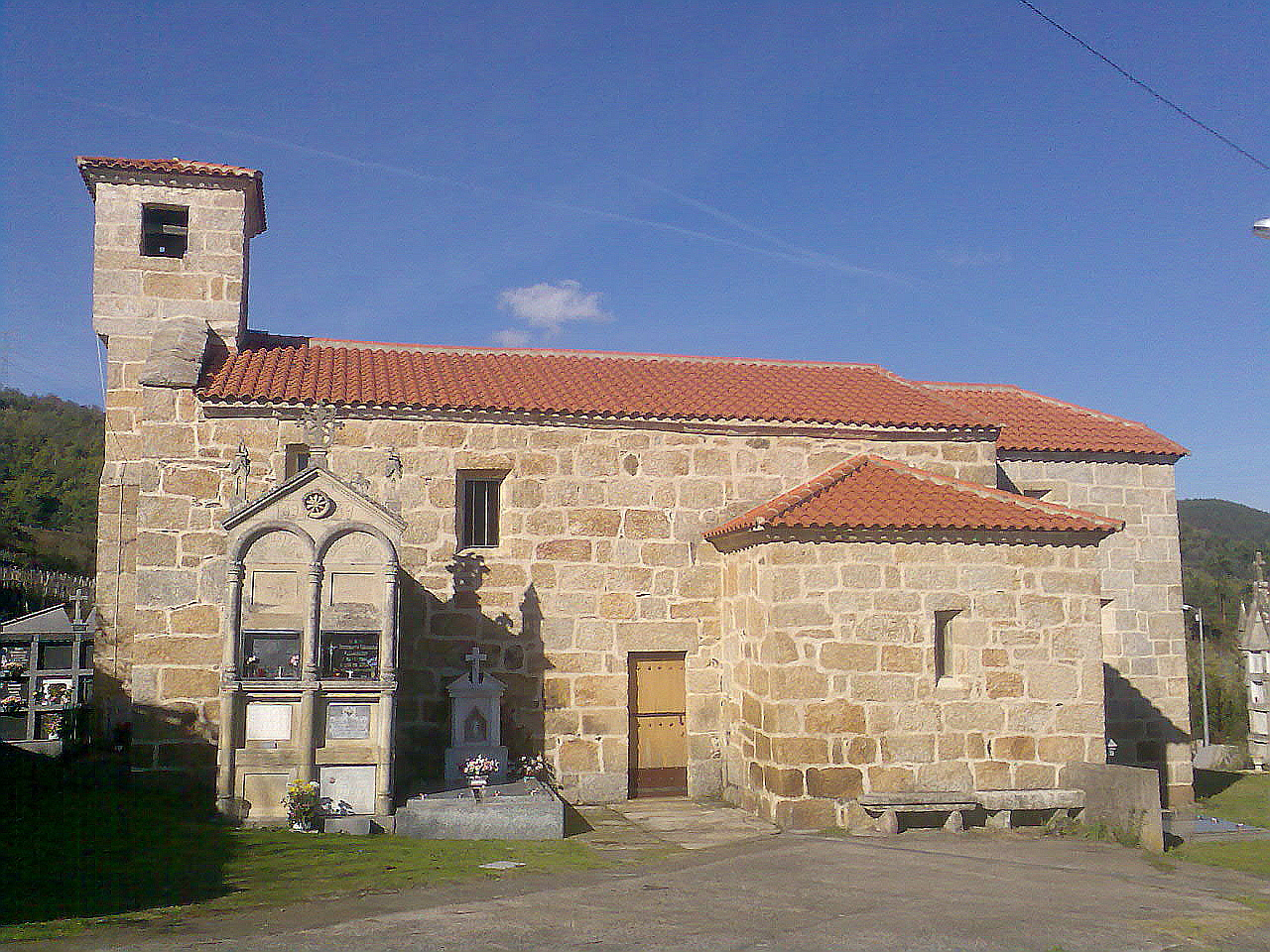
Jakobuskirche
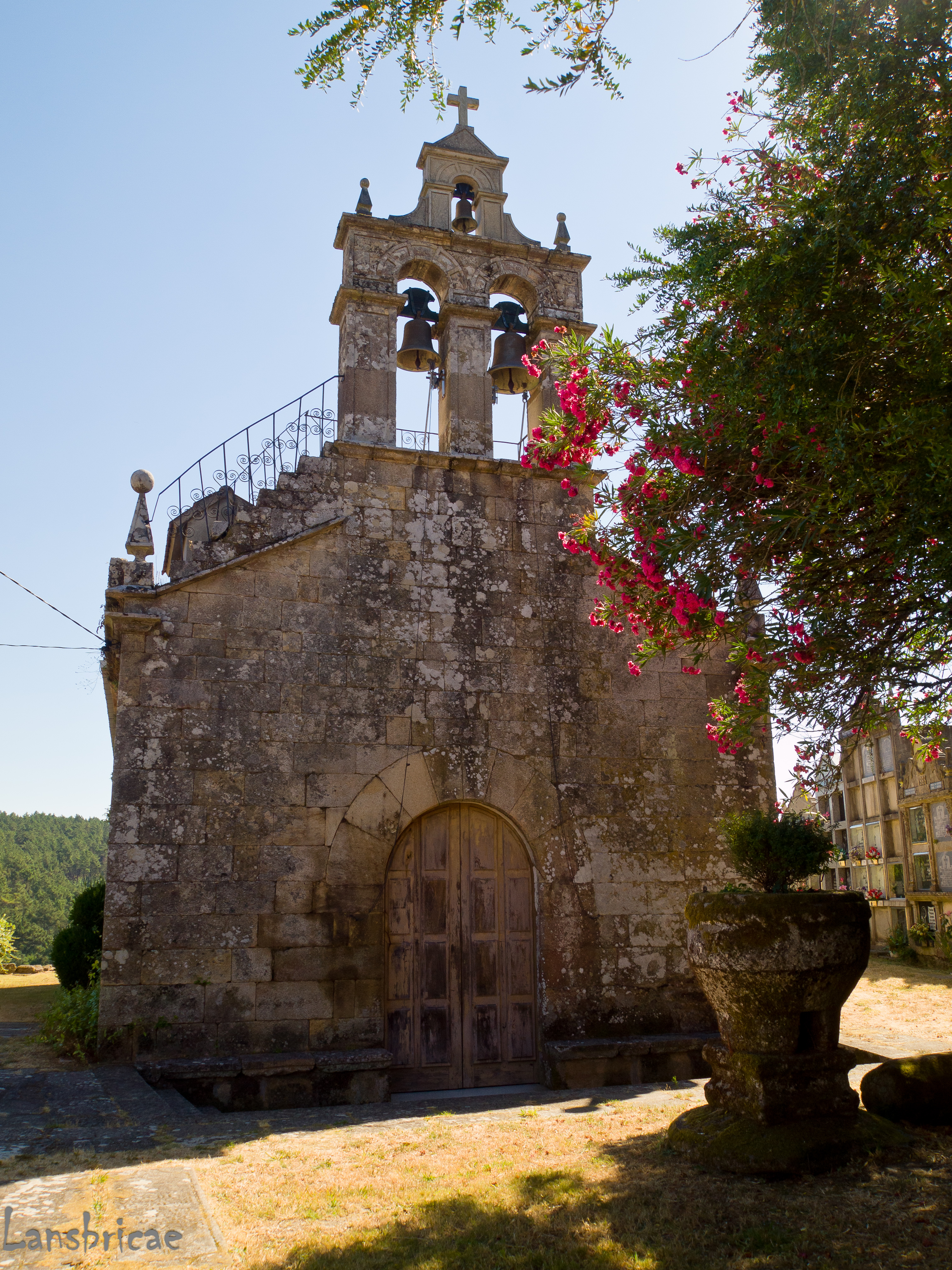
Michaeliskirche von Villar de Rey

## Persönlichkeiten
- Clodio González Pérez (* 1947), Historiker und Volkskundler
- Rodrigo Cortés (* 1973), Regisseur